# Archembiidae
Archembiidae zijn een familie van webspinners (Embioptera). De soorten komen voor in het Neotropisch gebied en West-Afrika.

## Taxonomie
- Geslacht Ambonembia
- Geslacht Archembia
- Geslacht Biguembia
- Geslacht Calamoclostes
- Geslacht Conicercembia
- Geslacht Dolonembia
- Geslacht Ecuadembia
- Geslacht Embolyntha
- Geslacht Gibocercus
- Geslacht Litosembia
- Geslacht Malacosembia
- Geslacht Neorhagadochir
- Geslacht Ochrembia
- Geslacht Pachylembia
- Geslacht Pararhagadochir
- Geslacht Rhagadochir
- Geslacht Xiphosembia